# 4-й Восточно-Сибирский корпус (Сибирская армия)

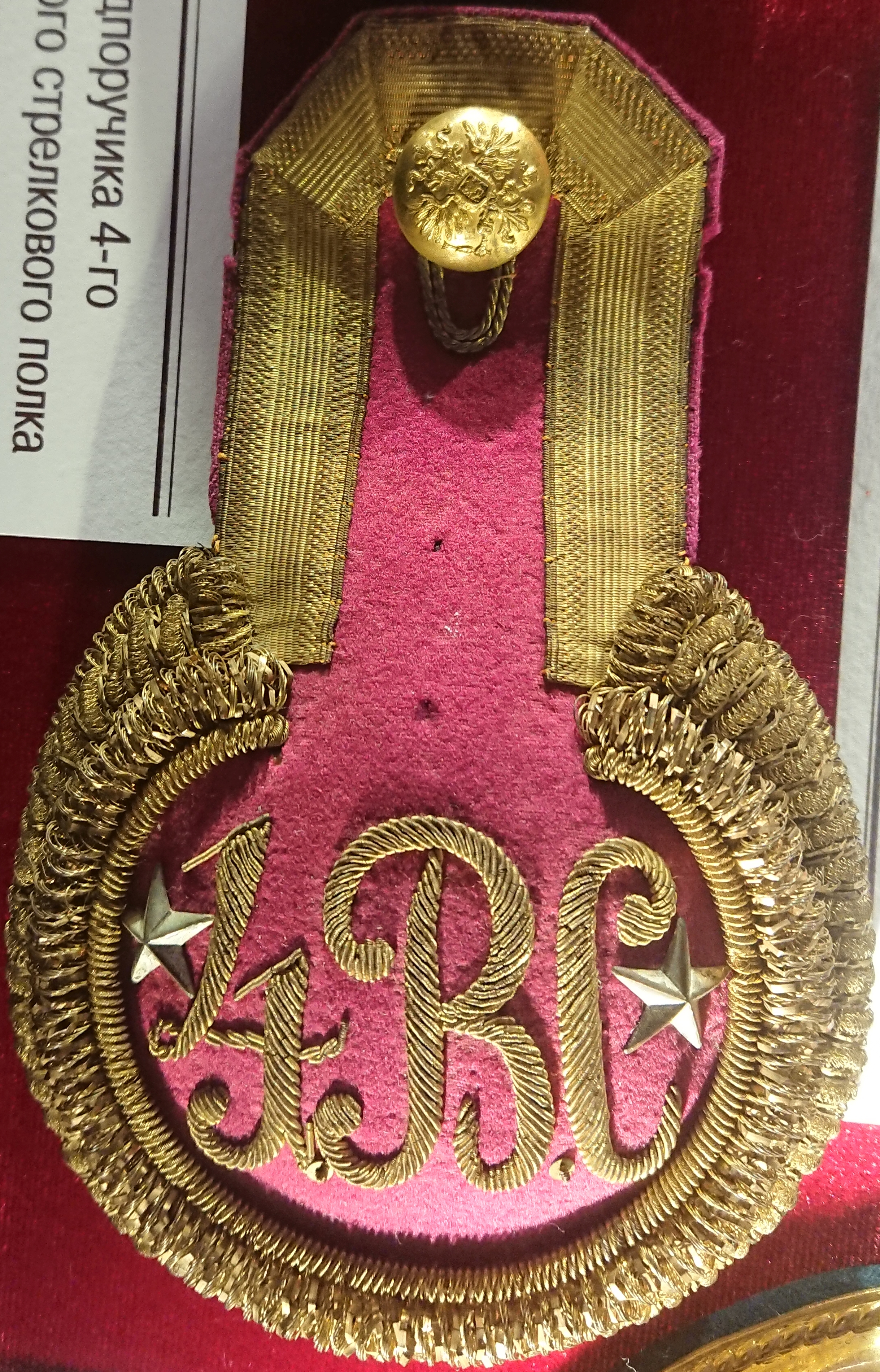
Эполет подпоручика 4-го Восточно-Сибирского стрелкового полка

4-й Восточно-Сибирский корпус был сформирован в сентябре 1918 года. По приказу командующего Сибирской армией генерал-майора П. П. Иванова-Ринова 17 сентября командование корпусом принял командующий Иркутским военным округом А. В. Эллерц-Усов. Формирование корпуса сделало излишним существование дублирующего штаба Иркутского военного округа, и он к 22 октября был расформирован.
В состав корпуса планировалось включить 3-ю и 8-ю Сибирские стрелковые дивизии, а для комплектования выделялись территории Иркутской губернии и Забайкальской области (за исключением её казачьего населения). Начальником штаба корпуса был назначен полковник И. В. Тонких, обер-квартирмейстером — полковник Н. В. Главацкий, инспектором артиллерии — подполковник Н.Петухов.
К началу декабря в 4-м Восточно-Сибирском корпусе числилось 19.150 человек: 9-я (бывшая 8-я) Сибирская дивизия (Забайкальская область) с 3 артдивизионами — 8.150 человек, 3-я Сибирская кадровая дивизия (Иркутская губерния) с 4 артдивизионами — 8.350 человек, 8-я Сибирская дивизия (Енисейская губерния) — 1.500 человек, 4-я Иркутская конная бригада (Иркутск и Красноярск) — 800 человек.
18 декабря 1918 года А. В. Колчак приказал упразднить корпусные районы Сибирской армии и образовать вместо них военные округа. Восточно-Сибирский корпус стал Средне-Сибирским военным округом, а с 16 января 1919 года — Иркутским военным округом. Приказом А. В. Колчака от 3 января 1919 года штаб 4-го Восточно-Сибирского корпуса был упразднён, а его части пошли на пополнение 3-й Иркутской Сибирской стрелковой дивизии.